# ハリス・マンチェスター・カレッジ (オックスフォード大学)

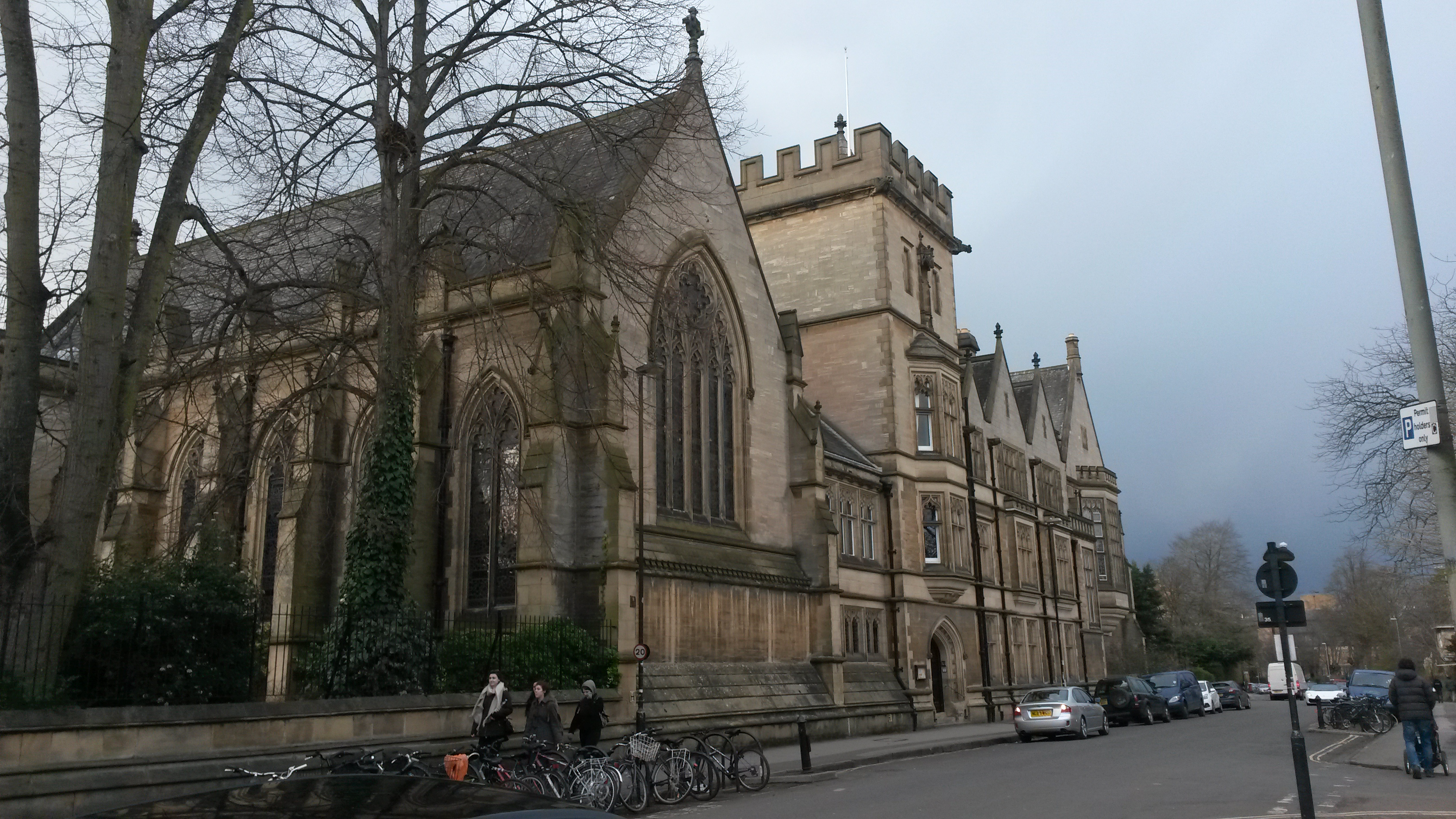

ハリス・マンチェスター・カレッジ (Harris Manchester College) は、イギリス（イングランド）、オックスフォード大学の構成カレッジの1つ。大学、オックスフォードの街の中心に位置する。
1786年、長老派教会によってマンチェスターにてマンチェスター・アカデミー（Manchester Academy）として始まった。　その後ヨーク、マンチェスター、ロンドンなどへ場所を変えた後、1839年にオックスフォードに開設、1840年からはロンドン大学と提携した。
ハリス・マンチェスター・カレッジは1990年に Permanent private hallとなり、1996年オックスフォード大学のカレッジの1つになった。
今日、ハリス・マンチェスター・カレッジは21歳以上の学生を積極的に受け入れている。

## ギャラリー

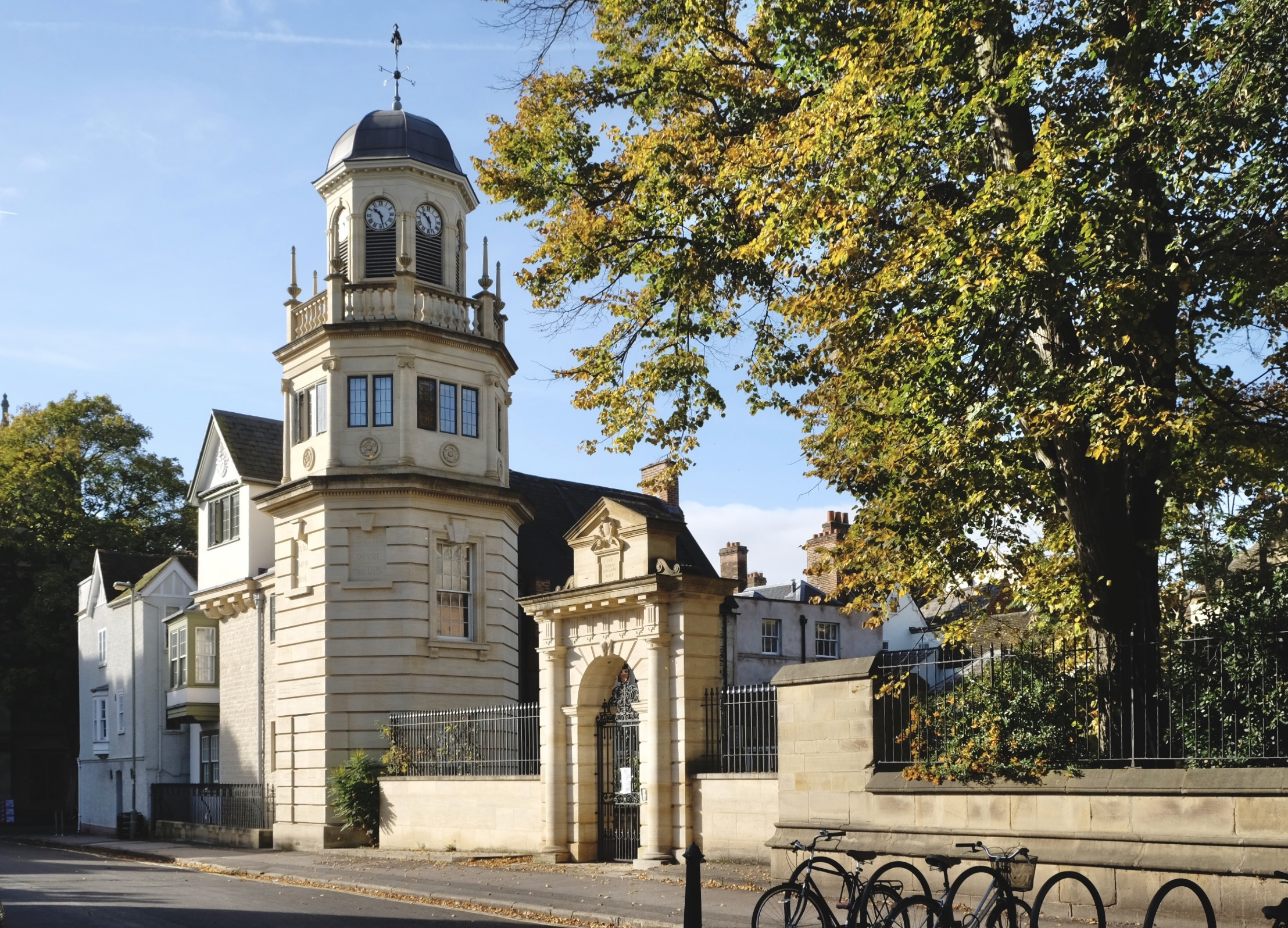
シュー＝スンギエム時計塔とスクム・ナバパン門
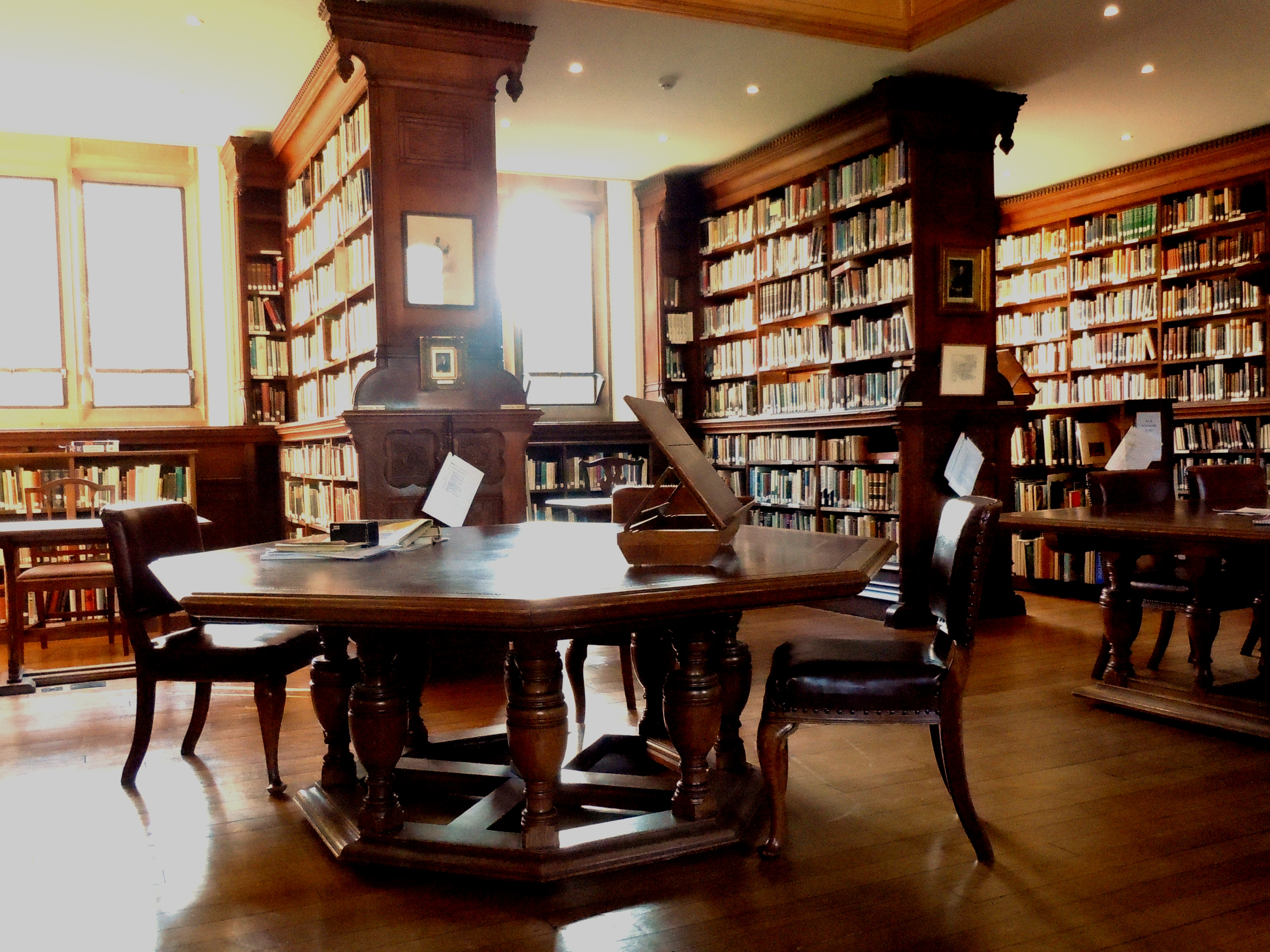
テイト図書館
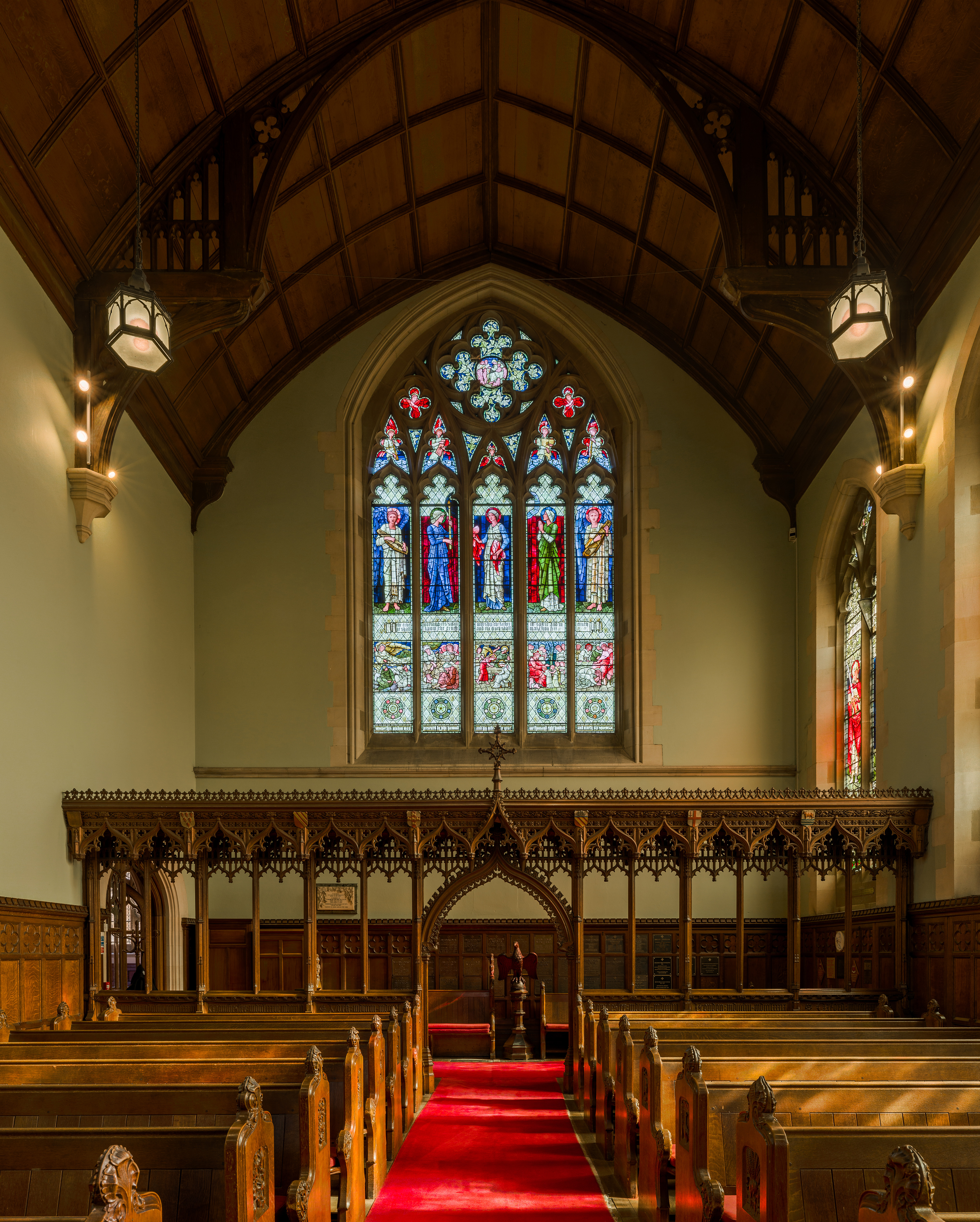
チャペルのステンドグラス窓
校庭
食堂
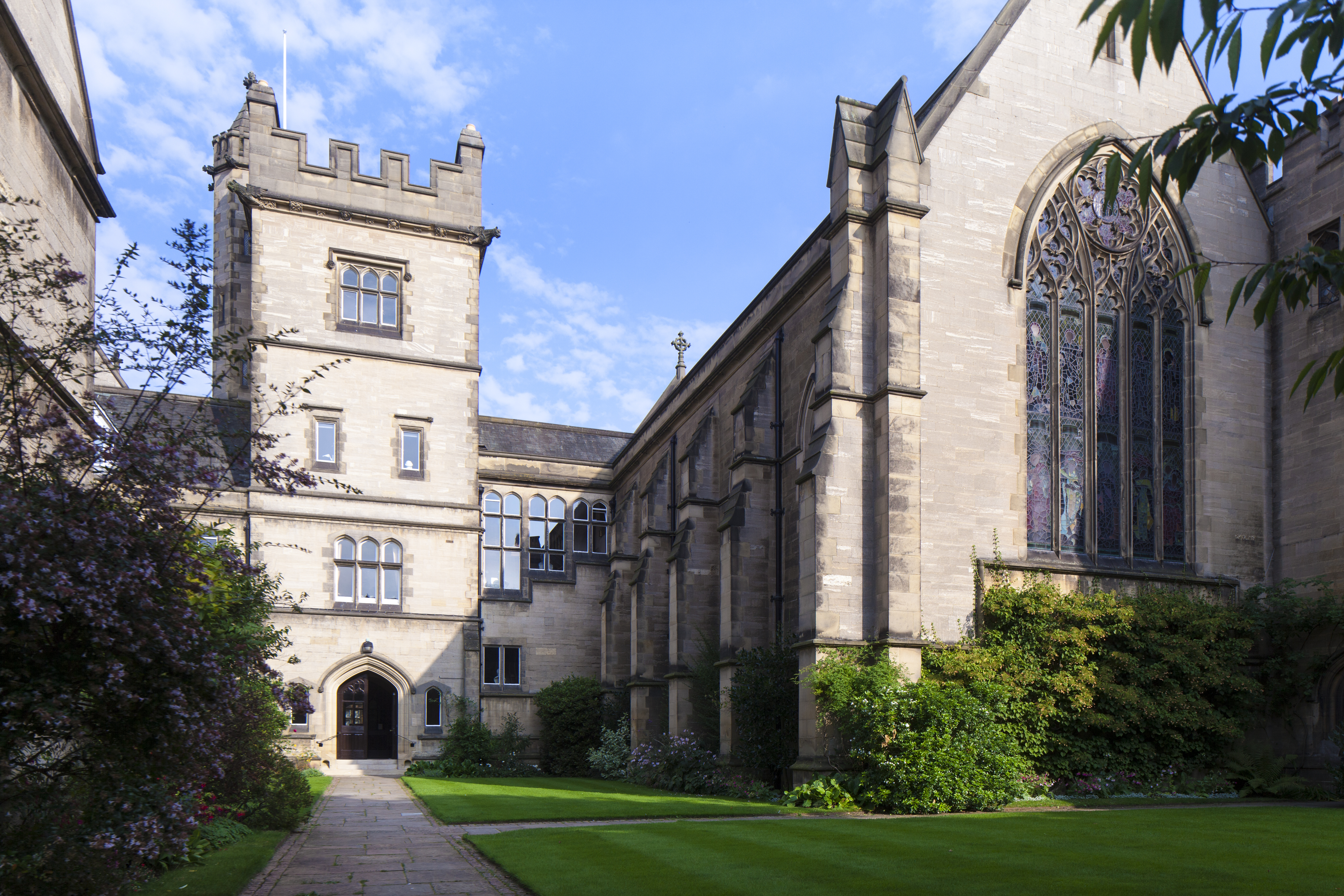
チャペルの外観

## 著名な人物

ハリス・マンチェスター・カレッジゆかりの著名な人物
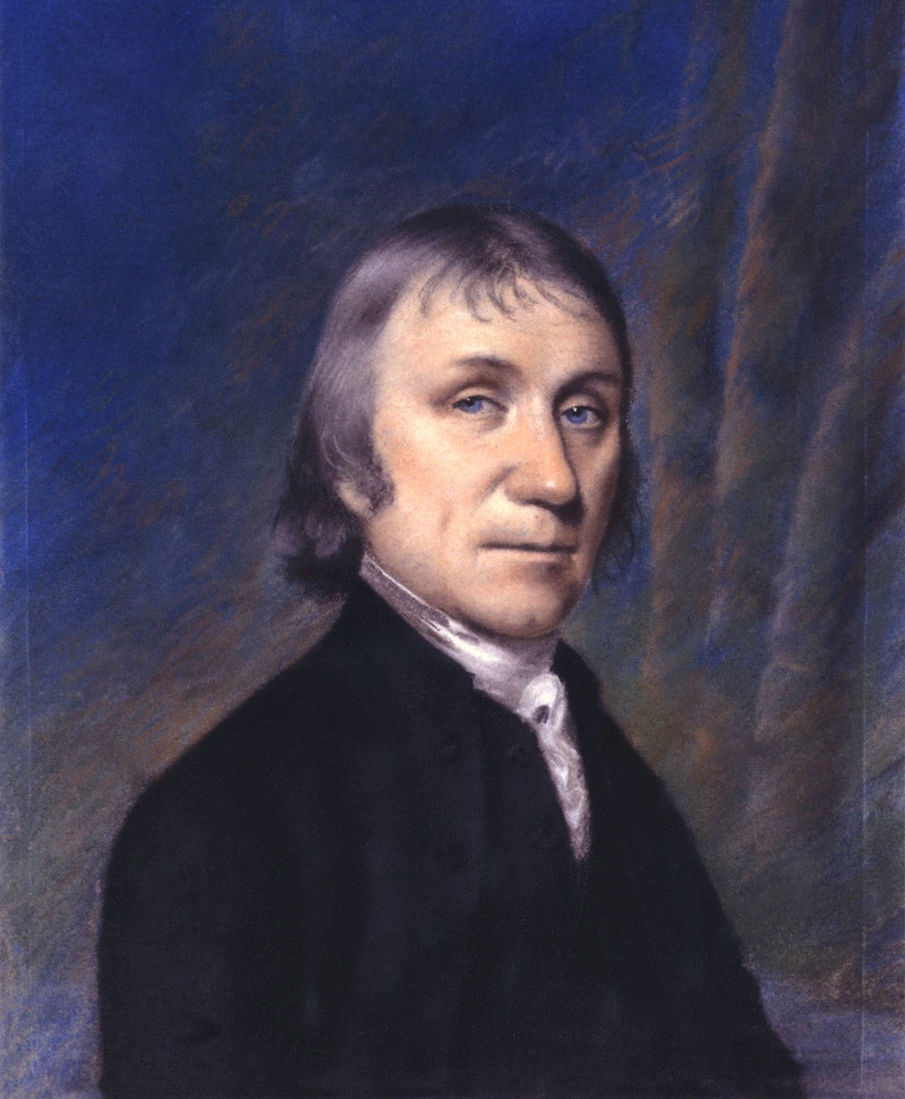
ジョゼフ・プリーストリー（ウォリントン・アカデミー）、酸素を発見した
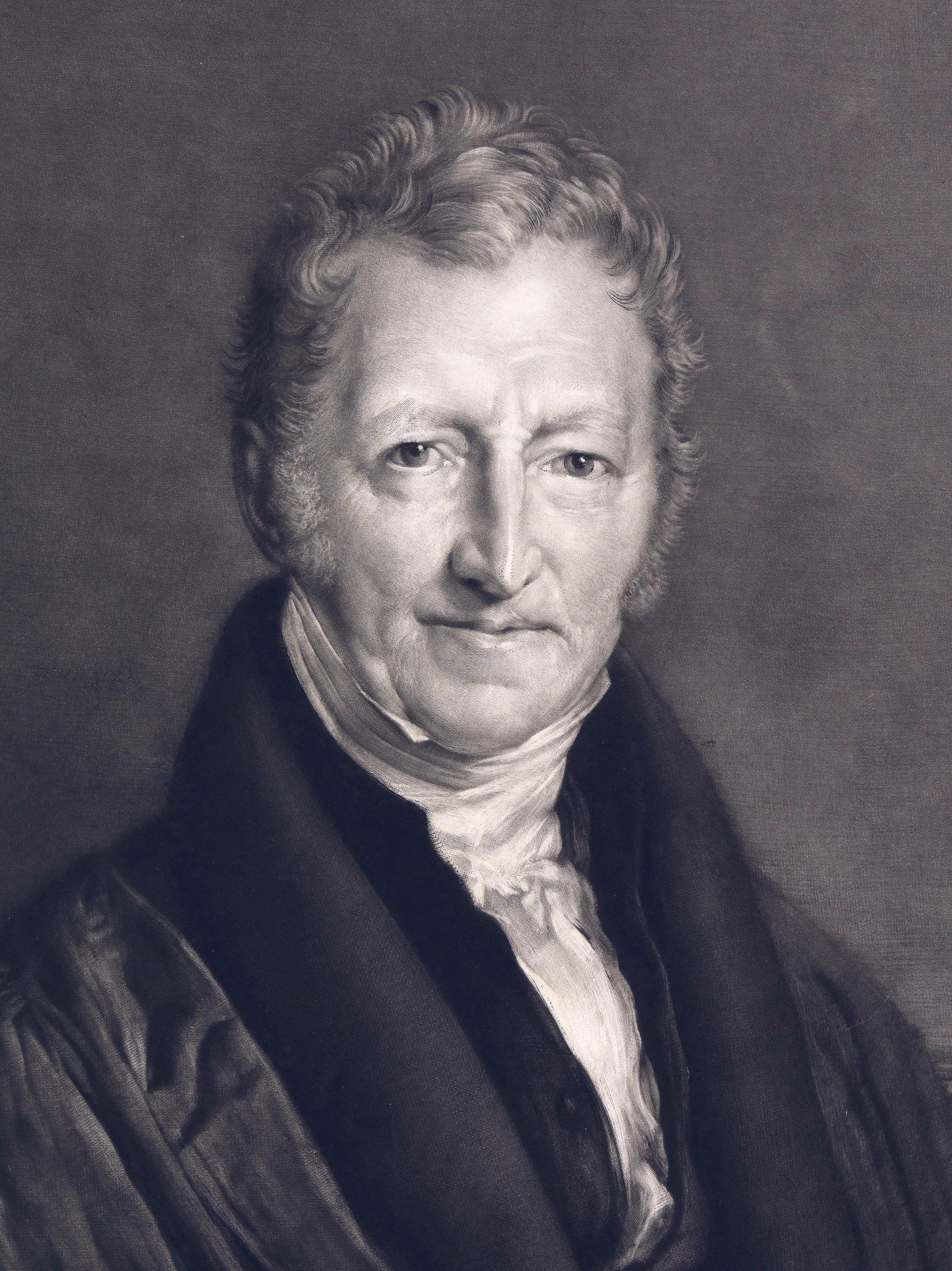
トマス・マルサス（ウォリントン・アカデミー）、イギリスの政治経済学者
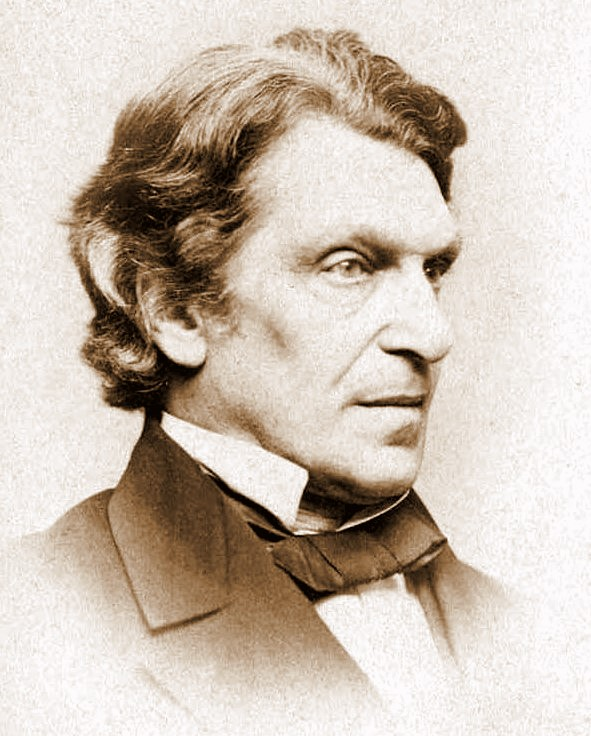
ジェームズ・マーティノー（英語版）（マンチェスター・カレッジ、ヨーク）、イングランドのの宗教哲学者
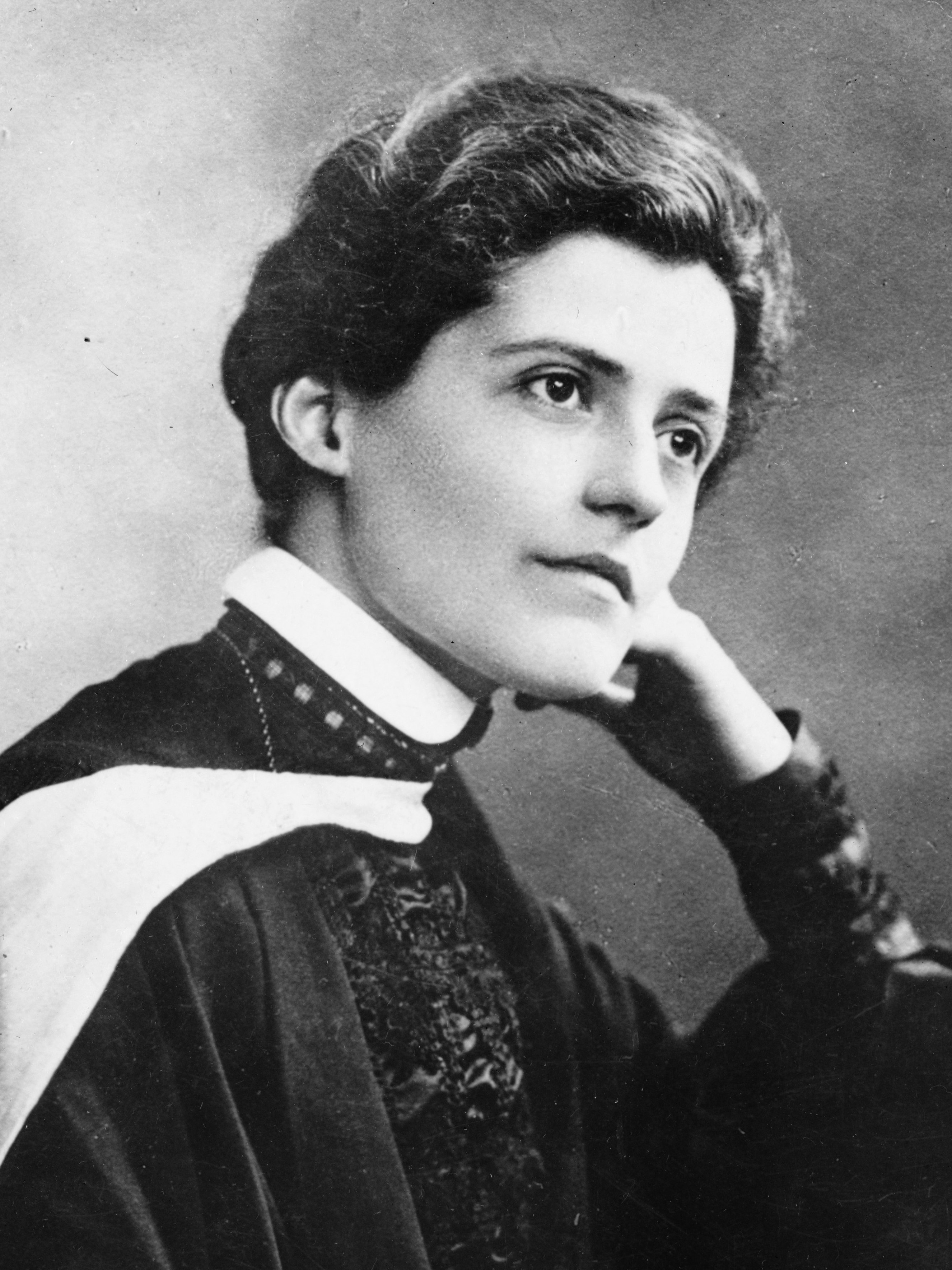
ガートルード・フォン・ペツォールト（マンチェスター・カレッジ）、イングランドで女性初の教会の教役者
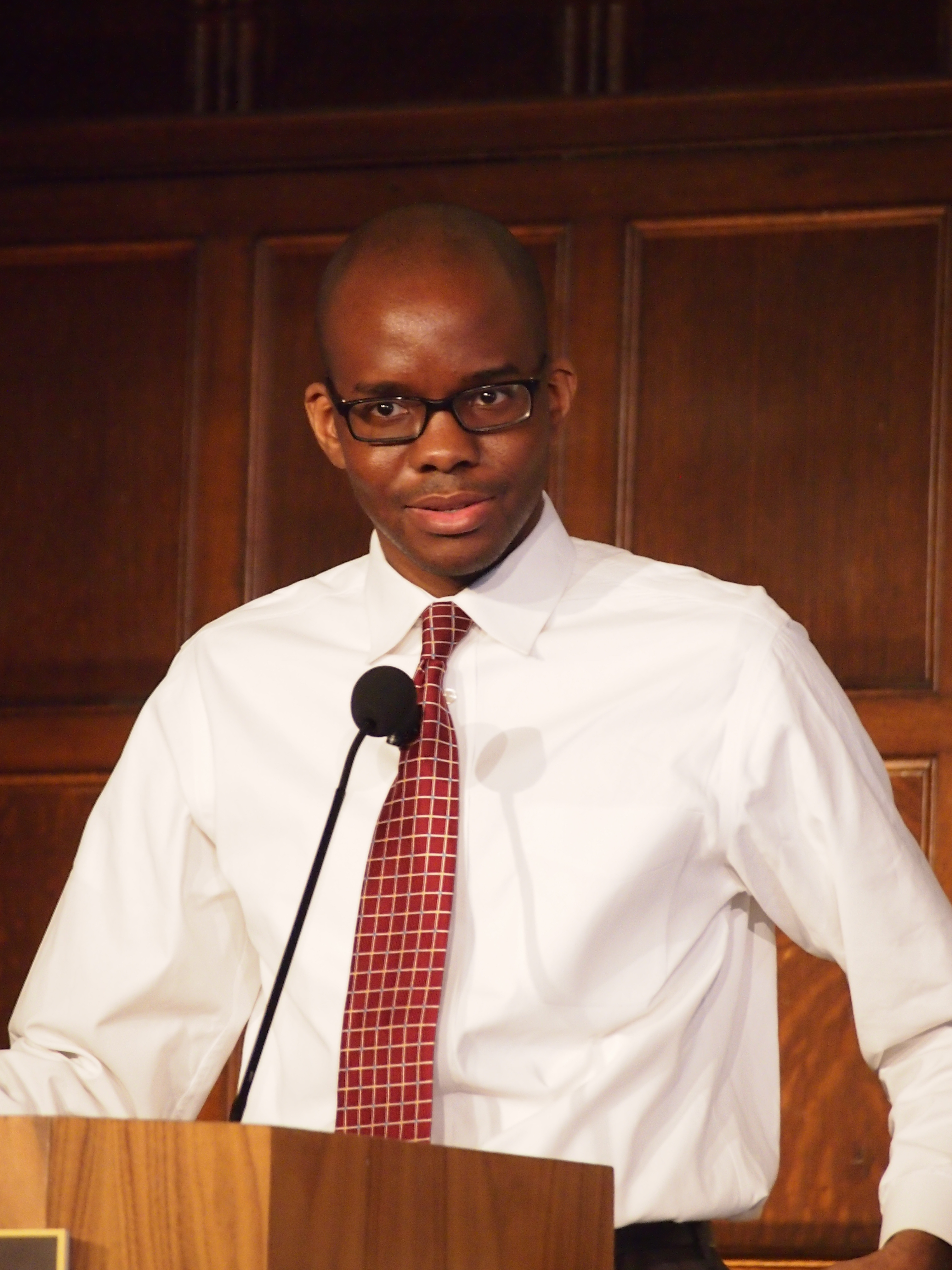
トープ・フォラリン（ハリス・マンチェスター・カレッジ）、ナイジェリア系アメリカ人のライター
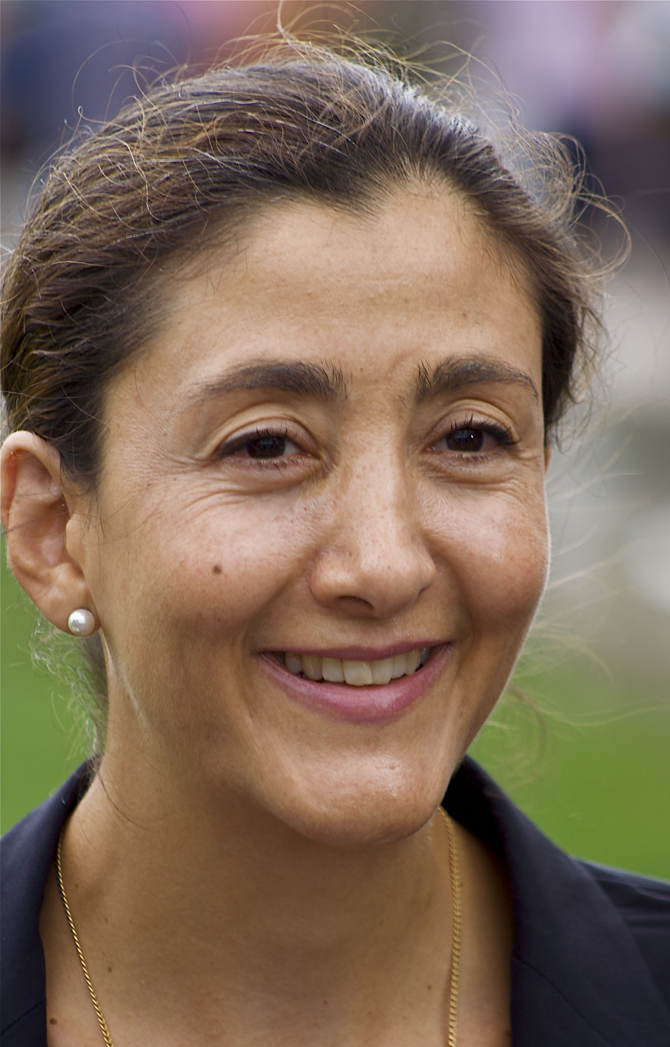
イングリッド・ベタンクール（ハリス・マンチェスター・カレッジ）、コロンビアの上院議員で反汚職活動家

### 教職員
- ジョゼフ・プリーストリー： 化学者、哲学者、教育者、二酸化炭素の研究、酸素の共同発見者
- ジョン・ドルトン ：化学者、物理学者、原子説主張者、カンバーランド出身
- Francis Newman ：イギリス人のアメリカ植民地開拓者、ニューヘイブン植民地総督（1658年 - 1659年）
- James Martineau ：哲学者